# REBCO
REBCO (англ. Russian Export Blend Crude Oil) — это неудачный проект создания нового сорта российской экспортной нефтяной смеси. Смесь формируется в системе трубопроводов «Транснефть» путём смешения тяжелой высокосернистой нефти Урало-Поволжья и малосернистой нефти Западной Сибири. REBCO аналогична по своим характеристикам марке Urals.
На Нью-Йоркской товарной бирже нефть данной марки котируется на условиях Fob в порту Приморск.
За период с 2006—2012 года сделок на фьючерс REBCO, по данным журнала Коммерсантъ-Власть, не заключалось
Котировки REBCO на Нью-йоркской товарной бирже перестали обновляться в ноябре 2013 года. Однако внебиржевая торговля этим сортом продолжается.